# 岡本英男
岡本 英男（おかもと ひでお、1951年2月2日 - ）は、日本の経済学者。東京経済大学学長。専門は、財政学。博士（経済学）。

## 略歴
1951年、兵庫県生まれ。1974年、愛媛大学法文学部法学科経済学専攻を卒業。1977年東北大学大学院経済学研究科修士課程を修了、1980年東北大学大学院経済学研究科博士課程を満期退学し、東北大学助手を経て、1983年に東北学院大学経済学部に赴任。1997年から東京経済大学経済学部の教授、2014年4月から2016年3月東京経済大学経済学部長、2018年4月より東京経済大学の学長となる。2009年02月18日「福祉国家の可能性」で、東京大学より、博士（経済学）の学位を取得。2002年より日本財政学会理事、経済理論学会幹事、2005年より日本地方財政学会理事や、学会誌編集委員、学会賞選考委員、2016年から『財政研究』編集委員長、2017年に社会政策学会学会賞選考委員長など、学界の要職を歴任している。

## 著書
- 『福祉国家の可能性』（東京大学出版会、2007年）

## 共著
- （SGCIME）『グローバル資本主義と段階論』（御茶の水書房、2016年）
- （片桐正俊）『財政学―転換期の日本財政（第3版）』（東洋経済新報社、2014年）
- （持田信樹・今井勝人）『ソブリン危機と福祉国家財政』（東京大学出版会、2014年）
- （新川敏光）『福祉レジームの収斂と分岐』（ミネルヴァ書房、2011年）
- （日本財政学会）『財政研究　―ケインズは甦ったか―』第6巻（有斐閣、2010年）
- （村上和光・半田正樹・平本厚）『転換する資本主義：現状と構想』（御茶の水書房、2005年）
- （伊東弘文）『現代財政の変革』（ミネルヴァ書房、2005年）
- （林健久・加藤榮一・金澤史男・持田信樹）『グローバル化と福祉国家財政の再編』（東京大学出版会、2004年）
- （藤沢利治・池上岳彦・渋谷博史・芳賀健一）『国民国家システムの再編』（御茶の水書房、2003年）
- （日本財政法学会）『社会保障と財政』（龍星出版、2001年）
- （林健久・加藤榮一）『福祉国家財政の国際比較』（東京大学出版会、1992年）